# 郭輔畿
郭辅畿（1616年—1648年），原名京芳，字咨曙。广东大埔县人。明末诗人。

## 生平
崇祯十五年（1642年）广东乡试第二名举人。次年北上赴京会试，为战事所阻。

## 著作
工诗文，有《洗砚堂文集》、《秋驾草》、《菱青集》、《楚音集》、《金樯集》、《饮兰纪呓》、《闺怨诗百首》等。